# Lodno
Lodno este o comună slovacă, aflată în districtul Kysucké Nové Mesto din regiunea Žilina. Localitatea se află la altitudinea de 473 m deasupra n.m., se întinde pe o suprafață de 8,85 km2 și în 2017 număra 1.001 locuitori.

## Istoric
Localitatea Lodno este atestată documentar din 1658.

## Demografie
| An:                | 1994 | 2004    | 2014   | 2024   |
| ------------------ | ---- | ------- | ------ | ------ |
| Număr de persoane: | 896  | 991     | 1003   | 967    |
| Diferență:         |      | +10,60% | +1,21% | −3,58% |

| An:                | 2023 | 2024   |
| ------------------ | ---- | ------ |
| Număr de persoane: | 963  | 967    |
| Diferență:         |      | +0,41% |